# 李克強指数
李克強指数（りこっきょうしすう、克强指数）とは、2010年イギリスの「エコノミスト」紙によって名づけられた3つの経済指標から作られた中国経済を推し量るための指数で、のちに中華人民共和国の第7代国務院総理（首相）になる李克強が公式発表された遼寧省のGDP成長率より確かであるとした。
ウィキリークスによって暴露された国務省メモによると、遼寧省の元党委員会書記であった李克強が2007年に米国大使に「遼寧省のGDP成長率など信頼できません。私は省の経済状況をみるために、省内の鉄道貨物輸送量、銀行融資残高、電力消費の推移を見ています」と語ったとされることから来ている。またシティバンク等の国際金融機関も可用性を認めている。鉄道貨物輸送量25%、銀行融資残高35%、電力消費40%からなる。
また、海通証券で使用されている李克強指標は2013年の初めから中国の経済成長の減速を示唆している 。
2017年、あてにならないと指摘されていた遼寧省の経済指数が、水増しされていたことが改めて報道された。
一方、李克強指数は現代中国の経済状況を判断する指標として役に立たないとする指摘もある。それによれば、李克強指数に含まれる鉄道貨物輸送量は、大半が鉱産物で占められており、鉱業の生産状況を調べるならともかく、経済状況全体を判断するのには不適切であるとする。既に中国においても、トラック輸送が全体の貨物輸送量に占める割合が高くなっており、鉄道貨物輸送量は経済状況とリンクしていない。また、重工業の状況に電力消費量は大きな影響があるが、中国でも電力を多消費する産業は低迷しているのに対し、新しく発展したサービス系の産業に経済の中心が移っており、電力消費量も経済状況を反映しないものとなっている。そして銀行融資残高についても、中国の銀行は国有企業が融資対象の中心であることから、民間企業の経済状況は反映できていないとする。李克強指数は、李克強が遼寧省の党委員会書記だったときにメディアに対して発言した指数であり、遼寧省が旧来型の重厚長大型産業が中心の地域であるために、遼寧省の経済指標として参照するなら有用な値であったかもしれないが、現代の中国全体の経済状況を知るためには不適切であるとされる。